# Каминский, Ян Брониславович
Ян Брониславович Каминский (род. 28 июля 1971, Пенза) — советский и российский хоккеист, заслуженный мастер спорта России.

## Биография
Воспитанник пензенского хоккея. Сезон 1987/88 провёл в составе выступавшей в первой лиге команды «Дизель». Получил приглашение в московское «Динамо», в составе которого провёл 115 игр. Трижды (1991, 1992, 1993) становился чемпионом страны.
В 1993 году выехал за рубеж. До 1999 года провёл в НХЛ одну игру в составе «Виннипег Джетс» и 27 игр в составе «Нью-Йорк Айлендерс». Основную часть игр провёл в AHL («Moncton Hawks» — 33 игры) и IHL («Denver Grizzlies» — 53 игры, «Utah Grizzlies» — 177 игр и «Grand Rapids Griffins» — 7 игр).
Также в сезоне 1997/98, выступая за «Лукко», провёл 56 игр в финском чемпионате.
Чемпион Европы 1989 года среди юниоров. Двукратный серебряный призёр молодёжных чемпионатов мира (1990, 1991).
Чемпион мира 1993 года в составе сборной России.
Руководитель и тренер хоккейной школы в Кеннесо (штат Джорджия).